# Dragan Marković
Dragan Marković (En cirílico serbio, Драган Марковић; Končarevo (República Socialista de Serbia, República Federal Socialista de Yugoslavia, 2 de mayo de 1960-22 de noviembre de 2024), comúnmente conocido como Palma ("palmera"), fue un hombre de negocios, político y emprendedor serbio. Fue miembro de la Asamblea Nacional de Serbia, así como fundador y líder del partido de Serbia Unida (Jedinstvena Srbija).

## Biografía
Fue alcalde de Jagodina desde 2004 hasta 2012. En febrero de 2001, fue nombrado Viceministro de  Gestión del Agua en el primer gobierno de Serbia posterior a Milošević.

## Controversias
Debido a declaraciones públicas contra la población LGBT, Marković fue condenado por el Tribunal de Primera Instancia de Belgrado en noviembre de 2011 por "discriminación grave", definida como "incitación a la desigualdad, el odio y la intolerancia por motivos de orientación sexual".
El 19 de abril de 2021, la vicepresidenta del Partido de la Libertad y Justicia, Marinika Tepić, acusó a Palma y a sus socios de "prostitución de mujeres y niñas" en Jagodina. Tepić también reveló un video del testimonio de un hombre anónimo que está informado de los casos de prostitución. En el vídeo explica cómo se organizaba todo, quién sabía todo sobre los engaños a menores y qué miembros del gobierno asistían a fiestas donde se prostituía, alegando que todo esto ocurría en el Hotel Končarevo cuyo "verdadero dueño" es Palma. Palma respondió a estos reclamos llamándolos "mentiras" y anunció que demandará a Tepić. Los fiscales anunciaron que investigarían las denuncias. El 23 de abril de 2021, el rector de la Universidad Megatrend, Mića Jovanović, afirmó que estuvo presente en una fiesta en la que Palma "prostituía a chicas de entre 18 y 20 años con funcionarios estatales y municipales".